# Tấc đồng thân
Tấc đồng thân hay thốn là đơn vị đo chiều dài sinh học trên cơ thể mỗi con người. Đơn vị này là vô cùng quan trọng trong y học cổ truyền Phương Đông với các bộ môn Châm cứu và bấm huyệt, Massage. Nó cũng có vai trò quan trọng trong võ thuật khi các môn sinh trải qua giai đoạn nhận biết huyệt vị.
Với mỗi con người thì có 1 chiều dài tấc là khác nhau, tùy thuộc vào từng người, từng độ tuổi, chính vì vậy mà người ta gọi là tấc đồng thân.

## Cách xác định
- Cách 1: Co ngón giữa bàn tay (trai tay trái, gái tay phải). Độ dài 1 tấc chình bằng khoảng cách từ 2 đầu nếp rãnh tạo bởi phần bụng ngón tay (do ngón tay co lại). Rãnh thứ nhất tạo bởi đốt 1 và đốt 2, rãnh thứ 2 tạo bởi đốt 2 và đốt 3.
- Cách 2: Chính bằng bề rộng đốt thứ hai của ngón tay cái, đường đi qua chân móng (trai tay trái, gái tay phải).
- Cách 3: Khít các ngón của bàn tay lại. Bề rộng của 4 ngón tay (trừ ngón cái) chính bằng 3 tấc đồng thân.